# Aleksander Wańkowicz
Aleksander Wańkowicz (ur. 17 lipca?/29 lipca 1881 w Puchowiczach, zm. 22 stycznia 1947 w Puszczykowie) – pułkownik pilot Wojska Polskiego, kawaler Orderu Virtuti Militari.

## Życiorys
Aleksander Wańkowicz urodził się 29 lipca 1881 w majątku Puchowicze, w ówczesnym powiecie ihumeńskim guberni mińskiej, w rodzinie Aleksandra i Stanisławy z Aleksandrowiczów . Został oficerem Armii Imperium Rosyjskiego, w szeregach której brał udział w I wojnie światowej. 
20 grudnia 1918 został przyjęty do Wojska Polskiego w stopniu podpułkownika. Dwa dni później został wyznaczony na stanowisko szefa Sekcji Żeglugi Napowietrznej w Ministerstwie Spraw Wojskowych w Warszawie. Został szefem Sekcji III Aeronautyki w Dowództwie Lotnictwa Ministerstwa Spraw Wojskowych. 11 czerwca 1920 został zatwierdzony z dniem 1 kwietnia 1920 w stopniu podpułkownika, w Wojskach Lotniczych, w grupie oficerów z byłych Korpusów Wschodnich i byłej armii rosyjskiej. 21 czerwca 1920 roku Minister Spraw Wojskowych zezwolił mu korzystać tytularnie ze stopnia pułkownika. Od 20 lipca do 5 września 1920 roku walczył na wojnie z bolszewikami jako dowódca 1 pułku aeronautycznego. 

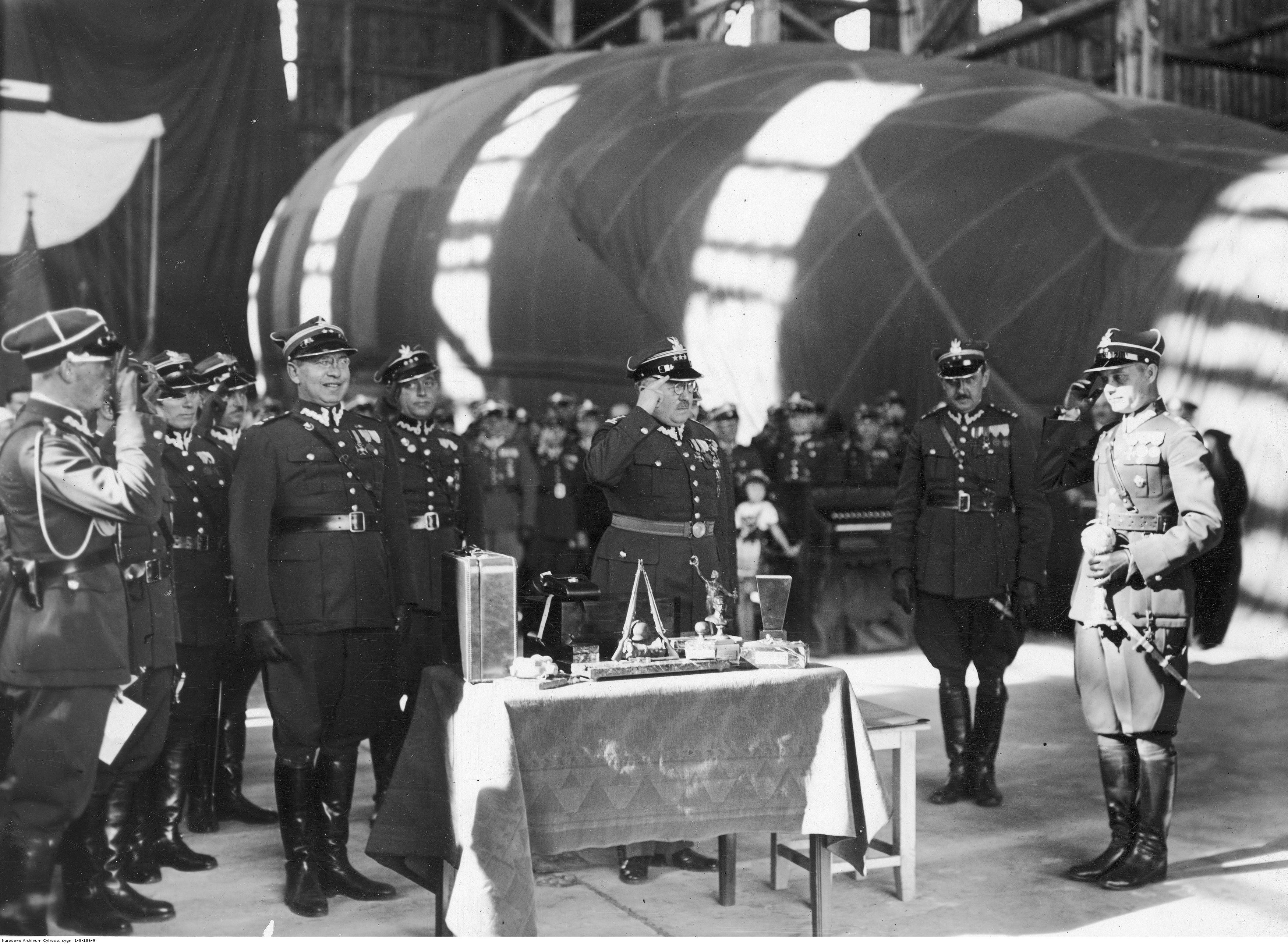
VI Krajowe Zawody Balonów Wolnych o puchar im. płk Aleksandra Wańkowicza w Legionowie. Uroczystość zakończenia - fundator nagrody 3. z prawej; 1933-09-28

Od 22 sierpnia 1921 roku był szefem Wydziału 3 Aeronautyki w Departamencie IV Żeglugi Powietrznej Ministerstwa Spraw Wojskowych, pozostając oficerem nadetatowym I batalionu aeronautycznego. 3 maja 1922 roku został zweryfikowany w stopniu pułkownika ze starszeństwem z dniem 1 czerwca 1919 i 1. lokatą w korpusie oficerów aeronautycznych. Z dniem 30 czerwca 1924 został przeniesiony w stan spoczynku z „powodu trwałej niezdolności do służby wojskowej stwierdzonej na podstawie przeprowadzonej superrewizji”. 
Został patronem Krajowych Zawodów Balonów Wolnych rozgrywanych od 1925 do 1939. W 1932 koszarom 2 batalionu balonowego w Legionowie nadano imię płk. 
Aleksandra Wańkowicza. 
W latach 20. XX wieku zamieszkiwał w Warszawie. W 1934 pozostawał w ewidencji Powiatowej Komendy Uzupełnień Warszawa Miasto III. Posiadał przydział do Oficerskiej Kadry Okręgowej nr I. Był wówczas „przewidziany do użycia w czasie wojny”.
Od stycznia 1926 prowadził Biuro Techniczno-Budowlane i Pomiarowe A. Wańkowicz i s-ka, od 1929 zaś – Przedsiębiorstwo Przewozowo-Autobusowe Mobile s-ka z o.o. W 1931 został powołany na stanowisko prezesa Komitetu Gminnego BBWR w Skolimowie oraz członka Rady BBWR powiatu warszawskiego. Funkcji tych jednak nie przyjął ze względu na zły stan zdrowia.
Po zakończeniu II wojny światowej zamieszkał w Nowej Niwce (obecnie część Puszczykowa). Zmarł 22 stycznia 1947 w szpitalu w Puszczykowie. Został pochowany 26 stycznia 1947 na cmentarzu w Mosinie.
Był żonaty z Barbarą Heleną z Czaplickich (1890–1975). Wychowywał syna żony z pierwszego małżeństwa – Zygmunta Dylewskiego.

## Ordery i odznaczenia
- polskie:
  - Krzyż Srebrny Orderu Wojskowego Virtuti Militari nr 5020[10]
  - Krzyż Walecznych
  - Medal Pamiątkowy za Wojnę 1918–1921
  - Medal Dziesięciolecia Odzyskanej Niepodległości
- rosyjskie:
  - Order Świętej Anny II i III klasy
  - Order Świętego Włodzimierza IV klasy
  - Order Świętego Stanisława z mieczami II i III klasy
- francuskie:
  - Krzyż Kawalerski Orderu Legii Honorowej
- rumuńskie:
  - Order Korony Rumunii
  - Krzyż Oficerski Orderu Gwiazdy Rumunii

## Awanse
- podporucznik – VII 1902
- porucznik – X 1904
- sztabskapitan (podkapitan) – X 1908
- kapitan – X 1912
- podpułkownik – VIII 1917[11]
- pułkownik – V 1922 – ze starszeństwem z 1 czerwca 1919 i 1. lokatą w korpusie oficerów aeronautycznych